# Plomb du Cantal
De Plomb du Cantal is met 1855 meter het hoogste punt van de Monts du Cantal in het departement Cantal, en na de Puy de Sancy de op een na hoogste berg van het Centraal Massief in Frankrijk. Aan de voet van de berg ligt het skistation Super Lioran, met 60 kilometer aan skipistes.
De berg is te beklimmen met een kabelbaan, waarmee men bovenaan de skipistes komt. De GR-paden GR4 en GR400 voeren over de top. Vanaf de top heeft men uitzicht over het omliggende berggebied.